# Diplacus bigelovii
Diplacus bigelovii är en gyckelblomsväxtart som först beskrevs av Asa Gray, och fick sitt nu gällande namn av Guy L. Nesom. Diplacus bigelovii ingår i släktet Diplacus och familjen gyckelblomsväxter. Utöver nominatformen finns också underarten D. b. cuspidatus.